# Aspleniopsis
Aspleniopsis es un género con 3 especies de helechos perteneciente a la familia Pteridaceae.

## Taxonomía
Aspleniopsis fue descrito por Mett. ex Kuhn y publicado en Festschrift zum 50 Jährigen Jubilaum der Königstädtischen Realschule zu Berlin 324. 1882. La especie tipo es: Aspleniopsis decipiens (Mett.) Kuhn. 

## Especies
- Aspleniopsis asplenoides (Holttum) Pic.Serm.
- Aspleniopsis boerlageana (Alderw.) Pic. Serm.
- Aspleniopsis decipiens (Mett.) Kuhn